# 존 오브 인터레스트
《존 오브 인터레스트》(영어: The Zone of Interest)는 2023년 개봉한 역사 드라마 영화이다. 조너선 글레이저가 감독과 각본을 맡았으며, 마틴 에이미스의 동명 소설이 원작이다. 제76회 칸 영화제 심사위원대상 수상작, 제96회 아카데미상 국제영화상 수상작이다.

## 줄거리
1943년, 아우슈비츠 수용소 소장인 루돌프 회스는 아내 헤트비히와 다섯 자녀와 함께 수용소 옆 이상적인 집에서 살고 있다. 회스는 아이들과 수영과 낚시를 즐기고, 헤트비히는 정원을 가꾸며 시간을 보낸다. 유대인이 아닌 수감자들이 집안일을 하고, 살해된 유대인들의 소지품은 회스 가족에게 주어진다. 집 밖에서는 총소리, 비명소리, 기차와 화장로 소리가 끊임없이 들린다.
회스는 토프 앤 손스가 설계한 새로운 화장터를 승인한다. 어느 날, 그는 강에서 사람의 유해를 발견하고 아이들을 물에서 나오게 한다. 또한 그는 SS 요원들에게 "라일락을 따다가" 식물에서 "피가 나게" 했다며 부주의함을 질책하는 메시지를 보낸다. 밤에 회스가 딸들에게 "헨젤과 그레텔" 동화를 읽어주는 동안, 폴란드 소녀는 몰래 빠져나와 수감자들의 작업장에 음식을 숨겨둔다.
헤트비히의 어머니가 방문하여 딸이 이룬 물질적 지위에 감탄한다. 회스는 수용소 부감찰관으로 승진하여 베를린 근처 오라니엔부르크로 이사해야 한다는 소식을 받는다. 그는 이 사실에 반대하고 헤트비히에게 며칠 동안 소식을 숨긴다. 헤트비히는 회스에게 자신과 아이들이 집에 머무를 수 있도록 상사를 설득해달라고 요청하고, 요청은 승인된다. 회스가 떠나기 전, 한 여자가 그의 사무실에 찾아와 성관계를 준비한다. 한편, 폴란드 소녀는 수감자가 작곡한 악보를 발견하고 집에서 피아노로 연주한다. 헤트비히의 어머니는 밤에 화장터에서 불타는 냄새와 연기를 보고는 아무 말 없이 떠나며, 헤트비히는 하인들에게 화를 내고 위협한다.
베를린에서 회스는 오스발트 폴에게 그의 이름을 딴 작전(헝가리 유대인 70만 명을 수용소로 이송하여 노동시키거나 처형하는 작전)을 맡게 된다. 이를 통해 그는 아우슈비츠로 돌아가 가족과 재회할 수 있게 된다. 그는 SS 경제 관리국이 주최한 파티에 멍하니 참석한다. 파티가 끝난 후, 그는 헤트비히에게 파티 참석자들을 가장 효율적으로 가스실에 넣는 방법을 생각하며 시간을 보냈다고 전화로 말한다.
회스가 베를린 사무실을 떠나 계단을 내려가던 중, 갑자기 구역질을 하며 건물 복도의 어둠 속을 응시한다. 현재 시점에서는 청소부들이 아우슈비츠-비르케나우 국립 박물관을 청소한다. 1944년으로 돌아가서, 회스는 계속해서 아래층으로 내려가 어둠 속으로 사라진다.

## 출연
- 잔드라 휠러 - 헤트비히 회스 역
- 크리스티안 프리에델 - 루돌프 회스 역
- 메두사 크노프 - 엘프리데 역
- 다니엘 홀츠베르크 - 게르하르트 마우러 역
- 사샤 마츠 - 아르투어 리베헨셸 역
- 막스 베크 - 슈바르처 역
- 볼프강 람플 - 한스 부르거 역
- 요한 카르트하우스 - 클라우스 역
- 랄프 헤르포르트 - 오스발트 폴 역
- 프레야 크로이츠캄 - 엘레오노어 폴 역
- 릴리 팔크 - 하이데트라우트 역
- 넬레 아렌스마이어 - 잉게브리기트 역
- 스테파니 페트로비츠 - 소피 역
- 마리 로자 티티엔 - 헤트비히의 친구 1 역